# Эрсельес Гарсия, Освальдо
Освальдо Эрсельес Гарсия (исп. Oswaldo Hercelles García, 19 июля 1908, Лима, Перу — 24 декабря 1969, Сантьяго, Чили) — перуанский государственный деятель, премьер-министр Перу (1968).

## Биография
В 1934 г. окончил медицинский факультет Национального университета Сан-Маркос, получив диплома врача-хирурга, продолжил обучение в Париже (1935—1937).
С 1937 г. — профессор, 1953—1956 гг. — декан медицинского факультета. Одновременно работал в службе медицины рабочей больницы (сегодня Guillermo Almenara), был её основателем и главой (1939—1967). Президент Национальной академии медицины (1952) и Общества благосостояния Лимы (1954—1961).
В 1968 г. — премьер-министр и министр иностранных дел Перу. На посту главы кабинета ему пришлось столкнуться с экономическим кризисом и конфликтом с американской компанией «Интернешнал петролеум компани» (ИПК). В результате очередного скандала в связи с налоговыми послаблениями ИПК кабинет Гарсии ушел в отставку.
После военного переворота 1968 г. был вынужден эмигрировать в Чили.